# 佐野哲也 (俳優)
佐野 哲也（さの てつや、1930年9月13日 - 1983年2月9日）は、日本の俳優。東京都出身。立教大学卒業。劇団手織座に所属していた。

## 人物
1981年、舞台「楢山節考」で芸術祭賞奨励賞を受賞。
1982年、「楢山節考」の名古屋公演中に倒れ、1983年2月9日に死去。52歳没。

## 出演作品

### テレビドラマ

#### NHK
- 大河ドラマ
  - 赤穂浪士（1964年） - 侍
  - 風と雲と虹と（1976年） - 民人
  - 花神 第16話「万延元年の男たち」（1977年）
  - 獅子の時代（1980年） - 漁師安
  - おんな太閤記（1981年）第14回「信長の手紙」- 医者
- ナタを追え（1970年）
- 天下御免（1971年）
- 少年ドラマシリーズ / 未来からの挑戦（1977年）
- 土曜ドラマ（NHK）
  - 兄とその妹（1978年） - 中年の男
- 銀河テレビ小説 / オリンポスの果実 第1話（1978年） - 警官

#### 日本テレビ
- 無用ノ介 第4話「無用ノ介・将棋・無用ノ介」（1969年）
- 火曜日の女シリーズ
  - クラスメート -高校生ブルース-（1971年）
  - 男と女と 第2話（1973年）
- 月曜スター劇場 / 冬物語 第11話「海鳴りは悲しい」（1973年）
- ワイルド7 第23話「裏切りの星を撃て!」（1973年） - 佐山
- 太陽にほえろ! 第41話「ある日、女が燃えた」（1973年）
- 俺たちの朝 第4話「愛と憎しみとひとりぼっち」（1976年）

#### TBS
- 渥美清の泣いてたまるか 第1話「ラッパの善さん」（1966年）
- 東芝日曜劇場
  - 惜春（1966年）
  - 天国の父ちゃんこんにちは その3（1967年）
  - どっきり花嫁（1968年）
  - 花が実を結ぶとき（1970年）
  - 女と味噌汁 その十八（1971年）
  - ガラスの絆（1979年）
  - 思い違い（1981年）
- 孤独のメス 第2話（1969年）
- 時間ですよ 第13話（1970年）
- 俄-浪華遊侠伝- 第8話（1970年）
- 刑事くん 第1部
  - 第9話「小さな追跡者」（1971年）
  - 第57話「人間たちの祭り」（1972年）
- 木下恵介・人間の歌シリーズ
  - 冬の華 第7話「真実」（1971年）
  - バラ色の人生 第9話（1974年） - 男
- アイアンキング 第21話「カマギュラス殺人ガスを狙う!」（1972年） - 坂本博士
- ゆびきり 第2話（1973年）
- 幸福ゆき 第1話「かなしい旅立ち」（1975年） - 医師
- Gメン'75（1976年）
  - 第43話「刑法第十一条・絞首刑」
  - 第50話「湯の町午前0時の殺人」 - 老巡査
  - 第57話「刑法第十一条 絞首刑・その後」
  - 第70話「ルンペン銀行襲撃事件」
  - 第74話「人を殺した女の顔」
  - 第77話「指の無いタクシー運転手」
- 岸辺のアルバム 第11話（1977年）
- 花王 愛の劇場 / 別れて生きる時も 第4話（1978年）
- 噂の刑事トミーとマツ 第1シリーズ 第20話「高校三年生と年上の女」（1980年）
- 空よ海よ息子たちよ（1981年）

#### フジテレビ
- 東芝土曜劇場 / 0のアングル 第9話「蒼い絆」（1963年）
- 忍者部隊月光 第33・34話「入道雲作戦 - 前・後篇-」（1964年） - 貸しボート屋
- シオノギテレビ劇場 / また逢う日まで 後編（1966年）
- ライオン奥様劇場 / 喪服の花嫁（1969年）
- ミラーマン 第23話「土星怪獣アンドロザウルス襲来!」（1972年） - 警官
- ロボット刑事（1973年）
  - 第4話「壁に消えた殺人者」 - 山村部長
  - 第24話「バクライマン 焦熱作戦!!」 - 上野
- 戦国ロック はぐれ牙 第7話「血塗られた鞍は返せ」（1973年）
- 無宿侍 第12話「追いつめる」（1973年）
- 笹沢左保シリーズ 八州犯科帳 第4話（1974年）
- 特捜記者 第13話「“被害者さがし”より 生き残った女」（1974年）
- 新宿警察 第1話「新宿・24時」（1975年）
- ご存知!女ねずみ小僧 第12話「口笛が帰ってきた」（1977年） - 和泉屋
- 同心部屋御用帳 江戸の旋風IV 第15話「母娘びな」（1979年）

#### テレビ朝日
- NECサンデー劇場 / ひとりっ娘（1961年）
- 氷点 第4、5話（1966年）
- 特別機動捜査隊
  - 第139話「密航」（1964年） - 黒田
  - 第148話「老刑事の死」（1964年） - 江古田署の刑事
  - 第169話「春遠からじ」（1965年）
  - 第207話「大都会 後編」（1965年）
  - 第238話「深夜の銃声」（1966年）
  - 第285話「拾った女」（1967年） - 土井
  - 第298話「女の館」（1967年） - 酒屋の親父
  - 第303話「兄ちゃんの馬鹿」（1967年）
  - 第312話「恋人よさようなら」（1967年）
  - 第328話「消えた女狐」（1968年） - 樋口
  - 第340話「霧のような女」（1968年）
  - 第400話「警察官」（1969年）
  - 第425話「ドラキュラの牙」（1969年） - 山口
  - 第433話「全員救出せよ」（1970年） - 渡辺
  - 第447話「ある女の悲願」（1970年） - 尾形
  - 第449話「俺たちは流れ星同志」（1970年） - 工場長
  - 第460話「砂の墓」（1970年） - 藤野
  - 第470話「苦い十五年」（1970年） - 飯塚刑事
  - 第472話「南紀州を張込め」（1970年） - 農夫
  - 第475話「限りなき逃亡」（1970年） - 仲本
  - 第489話「風の中の姉妹」（1971年） - 山根刑事
  - 第497話「人生試験地獄」（1971年） - 社員
  - 第513話「その夜の女」（1971年） - 玉川
  - 第523話「噂の町の中で」（1971年） - 作業員
  - 第541話「光と影のブルース」（1972年） - 榊山
  - 第549話「太陽が欲しい」（1972年） - すし屋
  - 第577話「十八才の女」（1972年） - 鈴村
  - 第600話「海は帰らない」（1973年） - 所長
  - 第615話「下町の灯」（1973年） - 梅沢
  - 第618話「大都会の野良犬」（1973年） - 宇田川
  - 第632話「赤い魔女」（1973年） - 山崎
  - 第652話「壁の中に消えた女」（1974年） - 野村
  - 第656話「熱風への復讐」（1974年） - 金子
  - 第688話「汚れた天使の死」（1975年） - 西原
  - 第717話「わたしが殺した男」（1975年） - 新藤
  - 第724話「おもかげの宿」（1975年） - 河本
  - 第748話「ミミズを飼う女」（1976年） - 桜井
  - 第750話「家出の季節」（1976年） - 英郎
  - 第774話「妻に捧げる協奏曲」（1976年） - 清水
- 人形佐七捕物帳 第10話「怪談・変幻地獄」（1971年） - 村役人
- 変身忍者 嵐 第32話「妖怪 三十一面相!!」（1972年）
- 仮面ライダーシリーズ
  - 仮面ライダー 第96話「本郷猛 サボテン怪人にされる!?」（1973年） - 鈴木博士
  - 仮面ライダーX 第24話「復しゅう鬼ジェロニモ! 音もなく襲う!!」（1974年） - 僧侶
  - 仮面ライダーストロンガー 第5話「ブラック・サタンの学校給食!?」（1975年） - 給食センター支配人
- ジャンボーグA 第14話「恐怖! 夜空に舞う地獄花」（1973年） - 守衛（文子の父）
- 荒野の用心棒
  - 第3話「兇弾は女地獄に炸裂して…」（1973年）
  - 第19話「女囚は残酷に沼に沈んで…」（1973年）

- イナズマン 第15話「影をくわれたお母さん」（1973年） - 医師
- 右門捕物帖（1974年）
  - 第5話「通り魔」
  - 第18話「黒い炎」
- 破れ傘刀舟悪人狩り
  - 第55話「いのちの絶唱」（1975年）
  - 第80話「地獄の野良犬」（1976年）

#### 東京12チャンネル
- 旅人異三郎 第18話「かりそめの息子が瞼に生きていた」（1973年） - 伊助

### 舞台
- 楢山節考（1981年 - 1982年）